# Ruka (Nunatak)
Ruka (norwegisch für Haufen) ist ein 1530 m hoher Nunatak im ostantarktischen Königin-Maud-Land. Er ragt an der Westflanke des Byrdbreen im Osten des Gebirges Sør Rondane auf.
Wissenschaftler des Norwegischen Polarinstituts benannten ihn 1988.